# Michael Müller (Komiker)

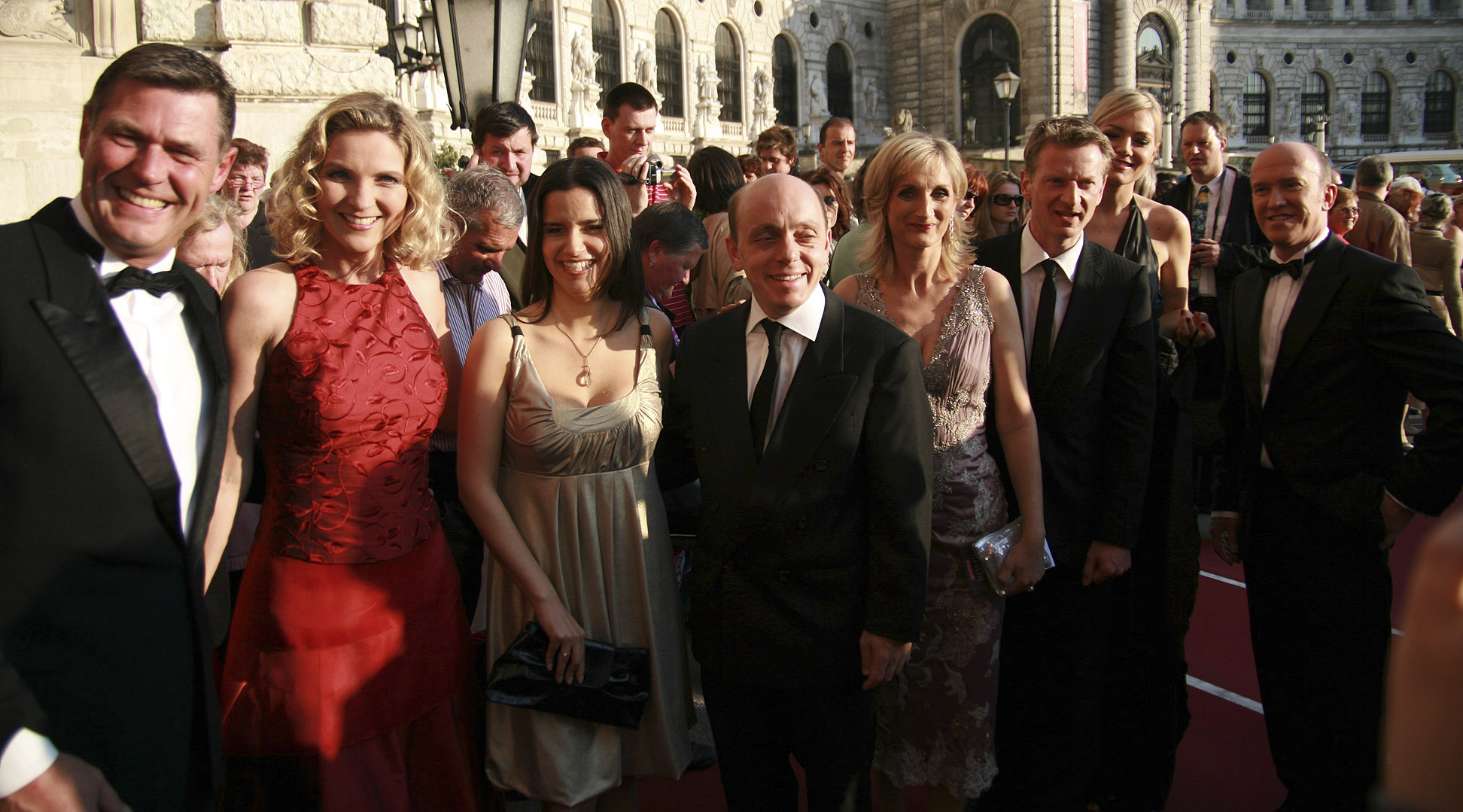
Michael Müller (l.) mit dem Team von Switch Reloaded (Wien 2009)

Michael Müller (* 2. September 1958 in Bonn) ist ein deutscher Komiker und Darsteller.

## Werdegang
Müller studierte zunächst Architektur. 1983 gehörte er zum Gründungsensemble des Improvisationstheaters Springmaus. Er spielte in diversen Musicals wie Der kleine Horrorladen (1993), Die Schöne und das Biest (1994) und Keep Cool (1995) mit. Zusammen mit dem Schauspieler Andreas Etienne begründete er 1997 das satirische Duo Die Nachbarn, mit dem er nachbarschaftliche und zwischenmenschliche Konflikte aufs Korn nahm. Als Etienne & Müller treten sie auch heute noch gemeinsam auf und sind ebenso beide Mitglieder im Quartett @rheinkabarett. Beide Formationen sind im Haus der Springmaus in Bonn beheimatet.
Im Fernsehen sah man Müller in diversen Comedyserien wie Dirk-Bach-Show, Rita, Grünwald Freitagscomedy und Schmitz komm raus sowie in Blaubär und Blöd in der Rubrik Die großen Momente der Filmgeschichte. Der Durchbruch gelang ihm 1997, als er in der Comedyserie Switch von ProSieben mitwirkte. Dieses Comedyformat parodierte alles, was im Medium Fernsehen geschah. Er war bis zum Jahre 2000 in allen vier Staffeln zu sehen. Auch in der Neuauflage Switch Reloaded von 2007 war er erneut dabei. 2003 wirkte er in der Sketch-Comedyserie Die Sketch Show mit, die aber wegen des mäßigen Erfolges nach 13 Folgen eingestellt wurde. Außerdem trat er in einer Folge der Krimiserie Die Wache (1993), dem Film Portland (1995) und in den Serien Lindenstraße und Verbotene Liebe und 1999 Ritas Welt auf.
Von 2010 bis 2016 spielte Michael Müller in der monatlichen WDR-Comedy- und Kabarett-Sendung Stratmanns, in der auch Andreas Etienne mitwirkte, mit. Im September 2014 war er Spielleiter der auf RTL ausgestrahlten Impro-Comedyshow Hotel Zuhause: Bitte stören!

## Auszeichnungen
- 2007
  - Deutscher Comedypreis als Ensemblemitglied von Switch reloaded (Beste Sketch-Show)
- 2008
  - Deutscher Fernsehpreis als Ensemblemitglied von Switch reloaded (Beste Sketch-Show)
  - Deutscher Comedypreis als Ensemblemitglied von Switch reloaded (Beste Sketch-Show)